# Jaguar Cave
Jaguar Cave är en grotta och arkeologisk lokal vid Little Lost River i Birch Creek i Beaverhead Mountains i Lemhi County i mellersta östra Idaho nära gränsen till Montana. Vid utgrävningar under början av 1960-talet gjordes benfynd som tydde på mänsklig inverkan tillsammans med eldstäder och enkla stenverktyg. Forskarna drog slutsatsen att grottan varit en rastplats och skydd mot väder och vind för paleoamerikaner under paleolitikum (äldre stenåldern). För 9 000 år sedan slöts grottan till varför man kunde sluta sig till att fynden var äldre än så. Man hittade omkring 40 000 olika benrester varav den allt övervägande delen kom från tjockhornsfår.
Vad som gjorde fyndplatsen unik var att man också fann fragment av käkar från tamhundar. Att det inte rörde sig om varg eller prärievarg kunde man bestämma utifrån tandraden. Till en början fästes ingen större uppmärksamhet vid detta, förrän benresterna undersöktes av zoologen Barbara Lawrence (1909–1997) vid Museum of Comparative Zoology vid Harvarduniversitetet i Boston. Hon redovisade sina fynd och slutsatser i fem vetenskapliga artiklar mellan 1966 och 1971. Med C14-metoden hade fynden daterats till ca 10 370 B.P., d.v.s. ca 8 420 år f.v.t. - alltså nästan ett tusen år äldre än de dittills äldsta fynden av tamhundar i Star Carr, England. Dessutom kunde hon visa att det rörde sig om en större och en mindre typ. Detta revolutionerade på sin tid teorierna om tidpunkten för och omständigheterna kring tamhundens domesticering.
Dittills hade tamfåret räknats som det först domesticerade husdjuret, ca 9 000 f.v.t. Men av Jaguar Cave-fynden kunde man dra slutsatsen att hundarna följt människan över Beringlandbryggan som dränktes ca 10 000 f.v.t., vilket förutsätter att hunden domesticerades redan under istiden någonstans i Eurasien.
Senare har det starkt ifrågasatts om fynden i Jaguar Cave över huvud taget har med mänsklig verksamhet att göra och 1987 gjordes en omdatering av hundkäkarna som visade att de bara var 3 200–940 år gamla. Dock har nyare arkeologiska hundfynd längre söderut i Nordamerika visat sig vara ännu äldre än man först trodde att Jaguar Cave-hundarna var och de teorier fynden gav upphov till har även besannats av de DNA-undersökningar som bl.a. utförts av Peter Savolainens forskargrupp vid KTH i Stockholm.